# Cynorta infulata
Cynorta infulata is een hooiwagen uit de familie Cosmetidae.